# ليا برايس
ليا برايس (بالإنجليزية: Leah Price)‏ هي أكاديمية أمريكية، ولدت في 6 أكتوبر 1970.